# Smithia bigemina
Smithia bigemina är en ärtväxtart som beskrevs av Nicol Alexander Dalzell. Smithia bigemina ingår i släktet Smithia och familjen ärtväxter. Inga underarter finns listade i Catalogue of Life.